# Сајам књига у Паризу
Сајам књига у Паризу је догађај посвећен књигама и писању и који је организован у изложбеном центру Версаја у пролеће. Овај догађај је отворен за велике и мале издаваче и представнике књига. Његова оригиналност је отворена за професионалце и ширу јавност. Од 2016. године се назива Livre Paris.

## Сајам
Сајам књига представља културну манифестацију француског јавног живота, на којој се истичу богаство и разноликост светског издаваштва. Програм траје 4 дана, на којој присуствују скоро 3000 аутора. Присутни аутори могу да представе своје књиге или учествују на конференцијама и дебатама са читаоцима. Сајам окупља такође и ауторе из 50 страних земаља, као и професионалце за књиге и штампу. Посетиоци могу на сајму да купе изложбене књиге и да присуствују организованим састанцима са ауторима и издавачима.
Сајам сваке године уводи иновације и 2018. године су креиране две нове сцене: Polar et Young Adult.
Логистика сајма је поверена Red Expositions France, и сајам се одржава након Сајма агрикултуре.

## Остале изложбе
Сајам У Паризу је један од најважнијих сајмова у свету. Постоје још три велика француска сајма књига: Сајам књига у Монтреалу, Сајам књига у Бејруту и Женевски сајам књига.

## Хронологија
- 1981. године Џек Ланг, министар културе, отворио је сајам у Великој палати
- 1982. године Франсоа Митеран, председник републике, свечано је отворио сајам
- 1983. године организован је дан за библиотекаре и књижаре
- 1985. године Симон Сињоре привлачи многе обожаватеље својим романом Volodia
- 1987. године Валери Жискар д'Естен свечано је отворио сајам
- 1988. године отворио се циклус позваних земаља
- 1989. године сајам се премешта у Версај
- 1990. године враћа се у Велику палату
- 1993. године регије почињу да инвестирају у сајам
- 1994. сајам се враћа у Версај
- 1995. године Салман Ружди долази на сајам, бранећи фатву
- 1996. године Сједињене америчке државе су земља гостовања сајма
- Сајам 2017. године2001. године Немачка је почасни гост. Председник Републике Француске Жак Ширак и немачки савезни канцелар Герхард Шредер отварају сајам
- 2002. године Италија је почасни гост
- 2004. године Кина је почасни гост
- 2005. године улаз на сајам је бесплатан за студенте
- 2008. године долази до бојкота Либана, Туниса, Алжира, Марока, Саудијске Арабије, Јемена и Савеза арапских писаца. Долази до филтрирања улаза, чија последица су дуги редови
- 2010. године Фредерик Митеран отвара сајам. Неколико издавача смањује своје учешће, док Удружење независних издавача негира повећање стопе штандова малих издавача
  - 2011. године Нордијска књижевност је у центру пажње, коју представљају писци из пет гостујућих земаља: Шведска, Данска, Норвешка, Финска и Исланд. Улаз на сајам је бесплатан за кориснике Библиотеке града Париза
  - 2012. године Јапан је почасни гост, док је Москва гостујући град. Кензабуро Ое, добитник Нобелове награде за књижевност учествује у дебатама о Агори
  - 2013. године Румунија је земља гост, док је Барселона гостујући град. Франсоа Оланд отвара сајам
  - 2014. године Аргентина је гостујућа земља, док је Шангај гостујући град. Премијер Француске заједно са председницом Аргентине, Кристином Киршнер[1], отвара сајам
  - 2015. године Бразил је гостујућа држава, док су Краков и Вроцлав гостујући градови
  - 2016. године Јужна Кореја постаје земља у средишту пажње
  - 2017. Мароко је почасни гост. Сајам је истакао слова и културу земље у арапском свету
  - 2018. године Русија је почасни гост на сајму који је отворио Емануел Макрон. Долази до бојкотовања руског штанда, као и дипломатских тензија због тровања агента Сергеја Скрипаља

### Сајам 2015. године
Бразил је у средишту пажње са пољским градовима Краковом и Вроцлавом. Тема сајма је „туризам и путовања" и одбрана ауторских права и слободе изражавања. Око 3000 аутора су излагали своје књиге. Франсоа Оланд у пратњи министра културе отвара сајам.
Група Hachette Livre бојкотовала је сајам јер је сматрала да је њен трошак превисок у односу на њен економски утицај. Исте суботе десетине писаца, преводилаца и издавача гласно демонстрирају на сајму како би осудили „растућу несигурност професије"

### Сајам 2016. године
Сајам књига се од 2016. године зове Livre Paris. Ново име, нови лого, нови сценски развој, сајам представља нови кохерентнији програм.
Исте године, сајам одаје почаст јужнокорејској књижевности уз позване градове Бразавил, Понт-Ноар и Константин.

### Сајам 2017. године
Мароко је у средишту сајма. Први пут од свог настанка, сајам наглашава слова и културу земље у арапском свету, одражавајући динамичност и богаство размене између Марока И Француске на уређивачком и књижевном нивоу.

### Сајам 2018. године
Русија је гост 38. сајма. Представља га делегација писаца задужених за илустрацију обнове руских писама.

### Сајам 2019. године
Сајам 2019. године прави изузетак на основу претходних сајмова. Цео континент је био гост, уместо једне земље.

## Познати учесници
- Жоржи Амаду (1998)
- Пол Остер(2010)
- Hervé Bazin (1981)
- Tahar Ben Jelloun (1999)
- Енки Билал(2007, 2015)
- Вилијам Бојд(2014)
- Пауло Коељо(1998, 2015)
- Делфина де Виган(2016)
- Максим Чатам(2011, 2015)
- Умберто Еко(1994, 2000, 2002, 2010)
- Per Olov Enquist(2011)
- Џејмс Ел Реј(1996)
- Карлос Фуентес(2009)
- Ана Гавалда(2008, 2010, 2014)
- Ален Гинзберг(1996)
- Даглас Кенеди(2010, 2014, 2015)
- Дорис Лесинг(2010)
  - Антонио Лобо Антунес(2000, 2010)
  - Гастон Мирон(1981)
  - Херта Милер(2001)
  - Амели Нотомб(2015, 2016)
  - Кензбуро Ое(2012)
  - Софи Оксанен(2011)
  - Салман Ружди(1995)
  - Риад Сатуф(2015)
  - Жозе Сарамаго(2000)
  - Ерик-Емануел Шмит(2014, 2015, 2016)
  - Тарун Тејпал(2007)
  - Пол Верховен(2015)